# نو پراویدنس (آیووا)
نو پراویدنس (به انگلیسی: New Providence) شهری در ایالت آیووا کشور ایالات متحده آمریکا است که جمعیت آن در سرشماری سال ۲۰۱۰ میلادی، ۲۲۸ نفر بوده‌است.